# Owenia polaris
Owenia polaris är en ringmaskart som beskrevs av Koh, Bhaud och Jirkov 2003. Owenia polaris ingår i släktet Owenia och familjen Oweniidae. Inga underarter finns listade i Catalogue of Life.